# منتخب أندلسية لكرة القدم
منتخب أندلسية لكرة القدم (بالإنجليزية: Andalusia national football team)‏ هو فريق كرة القدم الوطني لمنطقة أندلسية. لا ينتمون إلى الفيفا أو اليويفا، ولأن أندلسية ممثَلة دوليًا من قبل منتخب إسبانيا لكرة القدم. فهي تلعب مباريات ودية فقط.

## التاريخ
في السنوات الأولى من القرن الحادي والعشرين، لعبت أندلسية مباراة سنوية، عادة كل شتاء. ومع ذلك، بخلاف مناطق مثل كاتالونيا وإقليم الباسك ذات الميول نحو الاستقلال التي تجتذب مبارياتها حشودًا أكبر، نادرًا ما لعبت المباريات من قبل المناطق الإسبانية في السنوات اللاحقة لأنها لم تثبت فعاليتها من حيث التكلفة. الاستثناء الرئيسي لهذا الموقف كان عندما واجهت أندلسية مدريد للاحتفال بالذكرى المئوية لاتحاد هذا الأخير في عام 2013، وهو تكرار لمواجهتهما عام 1963.